# Analyse radiochimique
L’analyse radiochimique est une branche de la chimie analytique et de la radiochimie. Elle comprend un ensemble de méthodes d'identification et de caractérisation quantitatives ou qualitatives de radioisotopes dans un échantillon.
Les méthodes d’analyse radiochimique sont le plus souvent utilisées pour la détermination de très faibles quantités de matière dans le domaine des microgrammes aux fractions de picogramme. Elles s’appliquent à la détermination de la plupart des éléments chimiques. La principale limite de ces techniques est l'utilisation des éléments radioactifs pouvant constituer un danger pour les humains.
Les méthodes d'analyse radiochimique peuvent être classées en deux groupes. 

## Analyse sans irradiation
L'analyse est réalisée sur des radioisotopes préexistants dans le milieu à caractériser ou ajoutés à ce milieu. Cette analyse peut être réalisée par différentes méthodes dont la spectroscopie nucléaire. Le tableau suivant montre les principales radiations détectées et les principales méthodes spectroscopiques correspondantes.
| Type de radiation             | Exemple de radiation                  | Exemple de spectroscopie      |
| ----------------------------- | ------------------------------------- | ----------------------------- |
| Rayonnement électromagnétique | Rayon gamma                           | Spectroscopie gamma           |
| Particules légères chargées   | Particule bêta (électron ou positron) | Spectroscopie beta            |
| Particules lourdes chargées   | Particule alpha                       | Spectroscopie alpha           |
| Particules non chargées       | Neutron                               | Spectroscopie du neutron (en) |

### Analyse des radioisotopes préexistants
L'analyse se fait sur les radioisotopes préexistants dans le milieu à caractériser. Ces radioisotopes peuvent être naturels ou artificiels.
Les principales utilisations de cette méthode sont la datation radiométrique en archéologie, la détection du radon dans les habitations ou de l'uranium dans les céramiques.

### Analyse de radioisotopes ajoutés
Des radioisotopes sont ajoutés dans le milieu à caractériser pour jouer le rôle de radiotraceur. L'analyse se fait sur ces radioisotopes ajoutés. La dilution isotopique est la technique la plus utilisée dans ce cas.
Les principales utilisations de cette méthode sont le dosage radio-immunologique (RIA) en biochimie, l'étude des mécanises réactionnels et le titrage radiométrique en chimie.

## Analyse avec irradiation
Le milieu à caractériser est irradié par exemple avec des neutrons ou des ions tel que les ions d'hydrogène ou de deutérium. Cette irradiation génère soit des rayonnements mesurés pendant l’irradiation, soit des radioisotopes mesurés après la fin de l’irradiation.
Les méthodes utilisées sont par exemple la spectroscopie de rétrodiffusion de Rutherford (Rutherford Backscattering Spectroscopy, RBS) qui utilise comme moyen d'irradiation des particules chargées de faible énergie (quelques MeV) ou la spectroscopie Mössbauer qui utilise comme moyen d'irradiation des radiations gamma.